# Benedita Serrano
Benedita Serrano (Resende (Portugal), 1943) é uma pintora portuguesa.
Inicia a sua atividade artística em meados da década de sessenta do século XX.
Na década seguinte, mostra obra em exposições individuais e coletivas e participa em iniciativas culturais de projeção pública.
Vive no Porto desde a infância, cidade onde trabalha, no seu atelier.
Autora de uma pintura representando "um mundo de rara complexidade barroca ... toda feita de sensibilidade e enorme exaltação intimista" , podendo filiar-se num "criacionismo mágico, em que a representação se nutre dos objetos e, sem os elidir totalmente, lhes concede uma outra dimensão vinda em linha direta da organização cromática".

## Percurso artístico
1971 - Primeira exposição individual, na Galeria Alvarez Dois, no Porto.
1972 - Exposição individual, na Galeria Opinião, em Lisboa. Participante no Salão da Primavera, no Estoril.
1973 - Exposições coletivas, na Galeria Opinião, em Lisboa.
1974 - Participante nos Encontros Internacionais de Arte em Portugal, Casa da Carruagem, Valadares. Exposições coletivas, na Galeria Opinião, em Lisboa.
1975 - Representada no "Levantamento da Arte do Século XX no Porto", no Museu Nacional Soares dos Reis (Porto) e na Sociedade Nacional de Belas Artes (Lisboa).
1976 - Exposição individual, na Galeria Sinal, no Porto. Criação de logótipos para marcas comerciais.
1977 - Exposição individual, na Galeria Sinal, no Porto. Ilustradora da coleção Para Gostar de Ler da Talus Editora (Porto). Exposição individual de cerâmica, na Galeria Sinal, no Porto.
1978 - Ilustração da obra "O Inverno" de António Rebordão Navarro, da coleção O Oiro do Dia da Editorial Inova (Porto). Exposição coletiva, na Galeria Portimão, em Portimão.
1980 - Participante convidada na II Bienal de Cerveira.

## Alguma bibliografia
1 - "A Não Perder" (9/7/1977). Jornal Expresso (Portugal).
2 - Entrevista (25/11/1978). Jornal Expresso - Cultura.
3 - Fernando de Pamplona. "Dicionário de Pintores e Escultores Portugueses". 2ª. ed. Livraria Civilização Editora. ISBN 972-26-1786-9
4 - Michael Tannock. "Portuguese XXth Century Artists - A Biografical Dictionary". Phillimore & Co, Ltd., Chichester, Sussex, UK, 1978. ISBN 0-85033-312-1
5 - Catálogo do "Levantamento da Arte do Século XX no Porto". Ed. Museu Soares dos Reis. Porto. 1975.
6 - Catálogo da II Bienal de Cerveira, 1980. Ed. Bienal de Cerveira.
7 - Justino Alves. Texto do Catálogo da exposição individual de 1972, na Galeria Opinião, em Lisboa.
8 - António Rebordão Navarro. Texto do Catálogo da exposição individual de pintura de 1977, na Galeria Sinal, no Porto.
9 - António Rebordão Navarro. "Uma Exposição em 1971". Jornal O Progresso da Foz, Porto, novembro de 1978.
10- "Encontros Internacionais de Arte em Valadares". Revista Artes Plásticas, nº. 6. Porto. Janeiro de 1975.

## Televisão
RTP. Programa "Dimensão" de 5/12/1972. Exposições de Serge Poliakoff, Benedita Serrano e Noronha da Costa - in revista Rádio e Televisão, 2/12/1972.